# SoulFly
SoulFly è il terzo album in studio del rapper statunitense Rod Wave, pubblicato il 26 marzo 2021 dalla Alamo.

## Pubblicazione
L'artista ha inizialmente rivelato di voler pubblicare l'album entro agosto 2020; tuttavia è stato poi sostituito da una versione deluxe del suo predecessore Pray 4 Love. Nel gennaio 2021 Wave ha mostrato su Instagram la copertina, ma nello stesso tempo ha dichiarato che non avrebbe pubblicato l'album finché la sua casa discografica non l'avrebbe pagato. Alcuni giorni dopo, sullo stesso social, il rapper ha postato un messaggio di scuse rivolto alla sua etichetta e ha infine annunciato la data di pubblicazione.

## Tracce
1. SoulFly – 3:08
2. Gone Till November – 2:41
3. Blame on You – 2:45
4. Don't Forget – 4:09
5. Tombstone – 2:40
6. All I Got – 3:13
7. Richer (feat. Polo G) – 3:10
8. Street Runner – 4:12
9. Pills & Billz – 2:35
10. How the Game Go – 2:13
11. Shock da World – 3:24
12. What's Love?? – 2:58
13. OMDB – 3:05
14. Invisble Scar – 2:48
15. Calling – 2:26
16. Sneaky Links – 2:58
17. Believe Me – 2:39
18. Morning On – 2:49
19. Changing – 3:00

## Successo commerciale
SoulFly ha debuttato al vertice della Billboard 200, divenendo il primo album numero uno per il rapper. Nel corso della sua prima settimana ha totalizzato 130 000 unità equivalenti, di cui 126 000 sono stream-equivalent units risultanti da 189,2 milioni di riproduzioni in streaming dei brani, 4 000 sono copie pure e 1 000 sono track-equivalent units risultanti da 10 000 vendite digitali delle singole tracce. In questo modo ha segnato il miglior debutto del 2021 per un album R&B/hip hop, superando le 88 000 unità di The Highlights di The Weeknd.

## Classifiche

### Classifiche settimanali
| Classifica (2021) | Posizione massima |
| ----------------- | ----------------- |
| Canada            | 16                |
| Irlanda           | 68                |
| Regno Unito       | 57                |
| Stati Uniti       | 1                 |

### Classifiche di fine anno
| Classifica (2021) | Posizione |
| ----------------- | --------- |
| Stati Uniti       | 21        |